# Hans Freimark
Hans Freimark (* 21. Januar 1881 in Berlin; † 9. Mai 1945 in Söcking, Bayern) war ein deutscher Verlagsbuchhändler und Autor. 

## Biographie
Über die Jugend Hans Freimarks ist nichts bekannt. 1905 veröffentlichte er nach autodidaktischen Studien seine erste Broschüre unter dem Titel „Der Sinn des Uranismus“, worin er sich um Klärung und Erklärung des „Uranismus“ (damaliger Begriff für Homosexualität) bemühte. Der Charlottenburger Arzt und Sexualtherapeut Magnus Hirschfeld (1868–1935) war von dieser Studie angetan. Er bezeichnet Freimark als „Autodidakt im besten Sinne von hoher Befähigung und fast mediumistischer Intuition, auch einer der vielen, die den überheblichen Dünkel der Akademiker durch ihre Leistung schlagend widerlegen“. Hirschfeld setzte ihn 1907 als Sekretär in dem von ihm begründeten „Wissenschaftlich-Humanitären Komitee“ ein. 
Freimark wohnte bis Mitte März 1907 in Mittel-Schreiberhau im Riesengebirge (heute Szklarska Poręba in Polen). Dann zog er nach Berlin-Charlottenburg. Ab 1910 wohnte Hans Freimark in Handschuhsheim bei Heidelberg und ab 1912 wieder in Berlin. 
Hans Freimark gehörte 1917 zu den Unterzeichnern der „Friedenserklärung deutscher Protestanten“, die von sozialbewegten christlichen Pazifisten initiiert worden war. Aus dieser Friedenserklärung ging die „Lose Vereinigung evangelischer Friedensfreunde“ hervor.
Ab 1924 wohnte Freimark wahrscheinlich in Bayern. Als Verlagsbuchhändler reichten seine geschäftlichen Beziehungen nach Bayern weit zurück. Ab etwa 1906 war er gemeinsam mit Leo Waibel Leiter der Anzeigenverwaltung des Verlags J. F. Lehmann („Münchener Medizinische Wochenschrift“). Er war zeitweise Ko-Geschäftsführer der 1919 von Georg Osterkorn gegründeten Verlagsanstalt München-Pasing GmbH, in der bis 1923 der DDP-Pressedienst Süddeutsche Demokratische Korrespondenz (SDK) erschien, vor allem aber das Zentralarchiv für Politik und Wirtschaft; unter dem Dach des Verlags arbeitete bis 1927 auch die Pressekorrespondenz (Nachrichtenagentur) Süddeutscher Pressedienst (SZ). 1928 schied Freimark als GmbH-Geschäftsführer aus.
Am 9. Mai 1945 soll sich Hans Freimark in Söcking vergiftet haben.

## Werke
Hans Freimark beschäftigte sich u. a. mit esoterischen, okkulten und sexualwissenschaftlichen Themen. 1906 veröffentlichte er in Hirschfelds „Jahrbuch für sexuelle Zwischenstufen“ eine Studie unter dem Titel: „Helena Petrovna Blavatsky – ein weiblicher Ahasver“. Im Zusammenhang mit seinen Studien korrespondierte er mit Dr. Wilhelm Hübbe-Schleiden (1846–1916), der 1884 zum ersten Präsidenten der „Theosophischen Societät Germania“ gewählt wurde und Herausgeber der okkulten Zeitschrift „Sphinx“ war. Hübbe-Schleiden meinte, dass Freimark „die Lösung des Rätsels der Persönlichkeit von H. P. B. wohl im Wesentlichen richtig“ getroffen habe. Freimark brachte auch die Schrift „Mediumistische Kunst“ heraus.
Freimark schrieb für den Verlag des „Harmonium“, einer Zeitschrift für Hausmusik, zwei Broschüren mit dem Titel „Bunte Lieder“ (Lyrik mit philosophischem Einschlag) und „Anderes und Drittes“ (Skizzen und Studien zu Kunstfragen, Religion und Philosophie). 
Unter den Pseudonymen Fried Sassen und Hans Sassen soll er ebenfalls publiziert haben.
1909 schrieb er: „Die anormalen Männer- und Frauengestalten in den Memoiren der Markgräfin von Bayreuth: Ein Beitrag zur Sittengeschichte des 18. Jahrhunderts“ und „Tolstoi als Charakter“.
Freimark verfasste historische Romane und Biographien und versuchte später ein größeres Lesepublikum mit seinem Buch über Handlesekunst zu erreichen: „Wie deute ich mein Schicksal aus Form und Linien meiner Hand?“ 
Er fungierte als Herausgeber von esoterischen Klassikern: G. Th. Fechner „Das Büchlein vom Leben nach dem Tode“ und Justinus Kerner „Die Offenbarungen der Seherin von Prevorst“. Er veröffentlichte in Hugo Erdmanns „Allgemeiner Beobachter“, „Der Türmer, Monatsschrift für Gemüt und Geist“, sowie in parapsychologischen Zeitschriften wie „Psyche“. Zusammen mit Dr. H. H. Kritzinger und Dr. Sünner übernahm er in den 1920er Jahren die redaktionelle Leitung der von Alexander Aksakow begründeten Zeitschrift „Psychische Studien“.

## Okkultismus und Sexualität
Hans Freimark befasste sich wissenschaftlich mit Sexualität. Sein Hauptwerk dazu ist: „Okkultismus und Sexualität“. Damit legt er eine detaillierte und ausführliche Studie vor, die die okkulten Kräfte der Sexualität offenlegt. Die Belege und Beispiele aus Mythologie, Aberglaube, Volksglaube, traditioneller Überlieferung, Philosophie und vor allem dem weiten Gebiet okkulter und magischer Forschung zeigen dies anschaulich. Er entwirft ein Bild über die okkulten – weil verborgenen – Seiten der Sexualität, wobei es ihm um genaue und vorurteilsfreie Aufarbeitung dieses Phänomens geht. Unter anderem setzt Freimark sich mit der Sexualität der Priester, Sexualmystik, Sexualmagie, Hexenwesen und sexuell-okkulten Volksbräuchen auseinander. 
Freimark schreibt dazu: „Vom Körperlichen zum Seelischen und Geistigen hat sich das Volk in seiner Gesamtheit noch nicht erhoben, soweit es die Bräuche nach ihrer eigentlichsten Bedeutung zu schätzen weiß. Wo man sie dagegen nur traditionell befolgt, da steht schon das Individuum im Vordergrunde, das seinen Pflichten in Bezug auf die körperliche Fortpflanzung Rechte der Seele gegenüberstellt.“ 
Weitere Werke in diesem Zusammenhang: „Sexualleben der Afrikaner“, erschienen in der Reihe „Das Sexualleben der Naturvölker“ (Band II) und „Das erotische Element im Okkultismus“.

## Esoterische Studien
Freimark betrieb intensiv esoterische Studien und besuchte entsprechende Zirkel und Gruppierungen. Spiritismus, Theosophie und Anthroposophie wurden zu seinem bevorzugten Forschungsgebieten. Er schätzte den Begriff Esoterik aber nicht, in dem er schlechten, geheimnistuerischen Okkultismus sah. Seine eigenen spirituellen Bestrebungen sah er als „theosophisch“ im traditionellen Sinne an. 
Freimark besuchte auch Vorträge Rudolf Steiners und fällte ein wenig schmeichelhaftes Urteil („[…] alte Frauen, die während der Vorträge schlafen, aber die Schlusssätze stets beifällig benicken“). Aus seinen Forschungen resultieren zahlreiche Schriften: „Geheimlehre und Geheimwissenschaft“, „Das Tischrücken“ oder „Moderne Theosophen und ihre Theosophie“. Darin setzt er sich mit Neugedankensystemen, dem Mazdaznan und der Christian Science auseinander. 
Dennoch distanzierte Freimark sich immer mehr von zeitgenössischen „esoterischen“ Strömungen. Er vertrat die Ansicht, dass wahre Theosophie keine Geheimniskrämerei oder persönliche Machtansprüche kenne. „Die okkultistische Bewegung. Eine Aufklärungsschrift“ zeigt Freimarks ablehnende Einstellung deutlich.

## Veröffentlichungen (Auswahl)
- Der Sinn des Uranismus. Rudolf Uhlig, Leipzig.
- Bunte Lieder. Leipzig 1905.
- Helena Petrovna Blavatsky – ein weiblicher Ahasver. In: Verlag Max Spohr, Leipzig 1906 (VIII. Jahrgang), S. 525–564.
- Wie deute ich mein Schicksal aus Form und Linien meiner Hand? Berlin, Leipzig, Wien: W. Bobach 1908.
- Die anormalen Männer- und Frauengestalten in den Memoiren der Markgräfin von Bayreuth: Ein Beitrag zur Sittengeschichte des 18. Jahrhunderts. Barsdorf, Berlin 1909.
- Tolstoi als Charakter. J. F. Bergmann, Wiesbaden 1909.
- Okkultismus und Sexualität. Beiträge zur Kulturgeschichte der Vergangenheit und Gegenwart. Leipziger Verlag, 1909. – AAGW, Sinzheim 2003. ISBN 978-3-937592-02-2.
- Das Sexualleben der Afrikaner. Leipziger Verlag, Leipzig 1911.
- Das Tischrücken. Seine geschichtliche Entwicklung und seine Bedeutung. Johannes Baum Verlag Pfullingen in der Reihe Die Okkulte Welt 21/22.
- Moderne Theosophen und ihre Theosophie. Wilhelm Heims, Leipzig 1912.
- Wege und Umwege zur Theosophie. Wilhelm Heims, Leipzig 1912.
- Die okkultistische Bewegung. Eine Aufklärungsschrift. Wilhelm Heims, Leipzig 1912
- Der Meister. Ein Roman aus der Gegenwart. Wilhelm Heims, Leipzig 1913.[10]
- Geheimlehre und Geheimwissenschaft. Wilhelm Heims, Leipzig 1913.
- Marie Antoinette : einer Königin Liebe und Ende. Roman aus der Französischen Revolution (Romane berühmter Männer und Frauen Band 10). Berlin: Richard Bong 1917.
- Ein livländisch Herz : Katharina I. von Russland. Berlin: Richard Bong 1918.
- Die Revolution als psychische Massenerscheinung. München 1920.
- Wie deute ich mein Schicksal aus Form und Linien meiner Hand? W. Vobach, Berlin, Leipzig, 3. Aufl. 1921.
- Das erotische Element im Okkultismus. Johannes Baum Verlag, Pfullingen 1922.